# Phyllodoce lineata tosaensis
Sous-espèce
Phyllodoce lineata tosaensis est une sous-espèce de Phyllodoce lineata, annélides de la famille des Phyllodocidae. Elle a été décrite par Minoru Imajima en 2001.